# Deutscher Mietgerichtstag

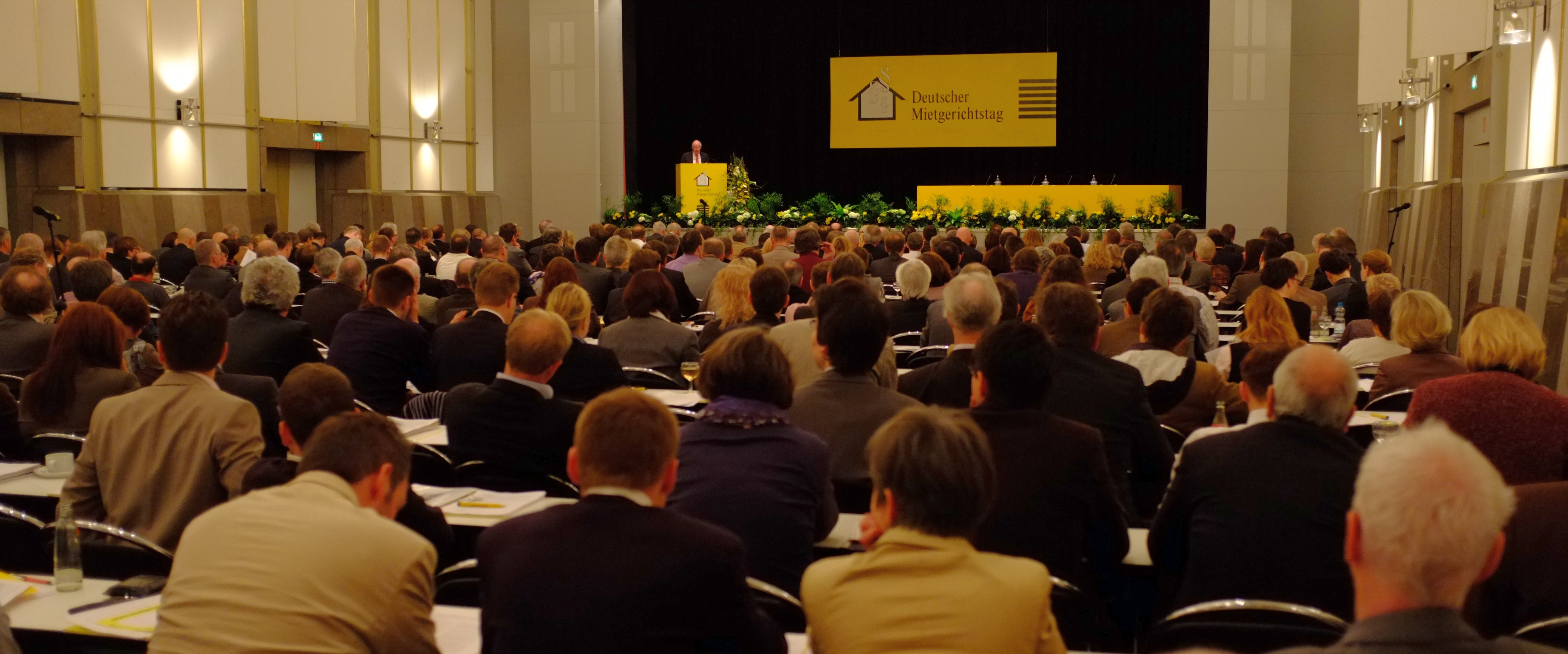
Plenum des Mietgerichtstags 2012

Der Deutsche Mietgerichtstag (abgekürzt auch: DMT) ist ein eingetragener Verein, der 1997 gegründet wurde und Juristen aller beruflichen Tätigkeitsfelder, insbesondere Richtern, Rechtsanwälten, Verbandsjuristen und Wissenschaftlern, als Forum des Erfahrungsaustausches für das Mietrecht und das entsprechende Prozessrecht dient.

## Ziele des Deutschen Mietgerichtstages
Der Mietgerichtstag soll insbesondere Beiträge zu einer ausgewogenen Mietrechtsordnung leisten. Er sollte die Rechtsfortbildung unterstützen. Ein weiteres Ziel ist es, den Kontakt zwischen den in der Rechtsprechung tätigen Juristen und Rechtsanwälten sowie sonstigen in der Praxis und Wissenschaft tätigen und mit mietrechtlichen Fragen befassten Juristen sowie zu den Gesetzgebungsorganen, Deutscher Bundestag, Bundesrat, Landesparlamenten, fördern.

## Veranstaltungen

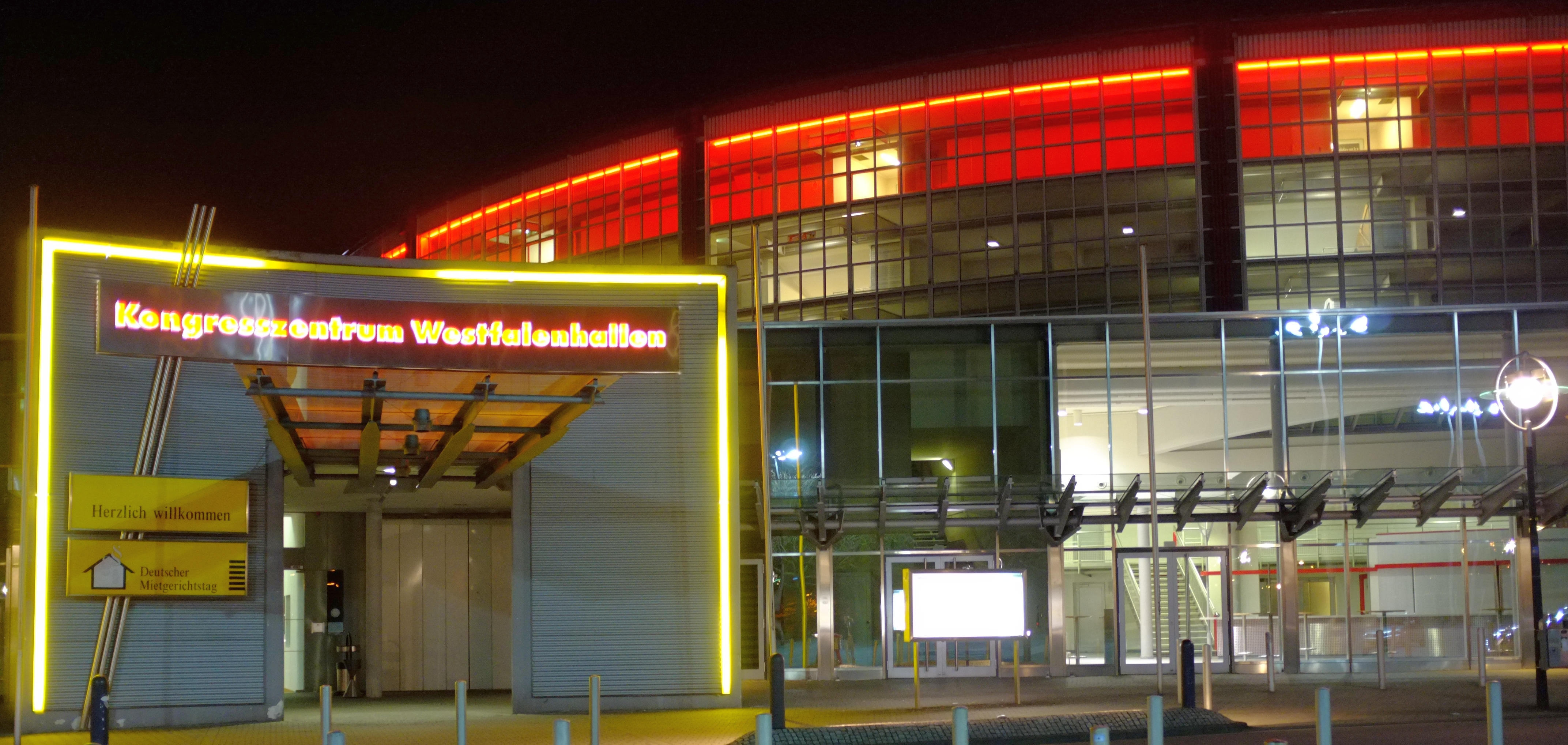
Tagungsort, Westfalenhallen in Dortmund

Zu diesem Zweck veranstaltet der Verein jährlich im Februar/März immer ca. drei Wochen vor Ostern den Deutschen Mietgerichtstag in Dortmund. Dort treffen sich an zwei Tagen über 400 Mietrechtler, um über aktuelle Themen des Mietrechts zu beraten. Die Vorträge werden kostenlos auf den Internetseiten des Vereins veröffentlicht; manche werden auch in juristischen Fachzeitschriften publiziert.

## Schmidt-Futterer-Preis
Ferner vergibt der Deutsche Mietgerichtstag in unregelmäßigen Abständen den Schmidt-Futterer-Preis, der nach dem gleichnamigen Mietrechtler Wolfgang Schmidt-Futterer benannt ist. Der mit 4000 Euro dotierte Preis wirf für besondere wissenschaftliche Leistungen im Miet- und Mietprozessrecht vergeben. Preisträger bisher sind:
- Franz-Georg Rips, 2004
- Friedemann Sternel, 2006
- Johann-Frederik Schuldt, 2018
- Hubert Blank 2020 (postum)

## Akademie für Mietrecht
Für junge Juristen veranstaltet der Verein die Herbstakademie Mietrecht. Hier werden Jurastudenten und Referendare an mehreren Tagen von Praktikern und Wissenschaftlern an das Mietrecht herangeführt.

## Verein
Der Vorstand des Mietgerichtstages besteht zurzeit aus Markus Artz sowie den Stellvertretern Elmar Streyl und Hubert Schmidt. Ehrenvorsitzender ist Ulf Börstinghaus.
Geschäftsführer ist Jutta Hartmann.
Dem Beirat des Deutschen Mietgerichtstags gehören an: Rolf Bosse, Hubert Fleindl, Peter Günter, Ulrike Kirchhoff, Carsten Herlitz, Henrike Butenberg, Beate Gsell und Astrid Siegmund.